# Радохув
Радохув (пол. Radochów, нім. Reyersdorf) — село в Польщі, у гміні Льондек-Здруй Клодзького повіту Нижньосілезького воєводства.
Населення — 503 особи (2011).
У 1975-1998 роках село належало до Валбжиського воєводства.

## Демографія
Демографічна структура станом на 31 березня 2011 року:
|          | Загалом | Допрацездатний вік | Працездатний вік | Постпрацездатний вік |
| -------- | ------- | ------------------ | ---------------- | -------------------- |
| Чоловіки | 245     | 51                 | 173              | 21                   |
| Жінки    | 258     | 41                 | 153              | 64                   |
| Разом    | 503     | 92                 | 326              | 85                   |